# 宇佐美実政
宇佐美 実政（うさみ さねまさ）は、平安時代後期の武士。伊豆国田方郡大見庄の人。

## 略歴
治承4年（1180年）兄・政光とともに源頼朝に従って石橋山の戦いに従軍し、頼朝敗走の際には加藤景廉らとともに殿となって戦った。同年、頼朝が敗走先の安房から相模に入国した際には論功行賞を受け、以後は頼朝の御家人に列した。治承5年（1181年）にはその武勇が認められて頼朝の寝所番の一人に選ばれるなど、鎌倉における頼朝の側近としての活動が見られる。文治2年（1188年）伊勢神宮の訴えにより、恩賞として与えられていた林崎御厨の地頭職が停止させられている。文治5年（1189年）奥州合戦では比企能員とともに北陸道方面の大将として進軍し、8月には田川行文・秋田致文らを討って出羽を平定した。その際、由利八郎を捕らえた功績を巡って天野則景と争論になるが、維平自身の証言により実政の功と認められている。戦後、同年末に大河兼任が出羽で反旗を翻すと翌年1月に実政も反乱軍に討ち取られた。